# Нютън (окръг, Мисури)
Вижте пояснителната страница за други значения на Нютън.
Окръг Нютън (на английски: Newton County) е окръг в щата Мисури, Съединени американски щати. Площта му е 1624 km², а населението - 52 636 души (2000). Административен център е град Ниошо.